# Zeffiro (destroyer, 1904)
Pour les articles homonymes, voir Zeffiro (destroyer).
Le Zeffiro était un navire de la classe Nembo de six destroyers construits pour la Regia Marina (Marine royale italienne) au cours de la première décennie du XXe siècle.

## Histoire
En 1912, le navire, comme tous ses navires-jumeaux (sister ship), subit des modifications radicales : les chaudières, initialement alimentées au charbon, sont alimentées au fuel, tandis que l'armement voit le remplacement des canons de 57/43 mm par quatre pièces de 76/40 mm, et les quatre tubes lance-torpilles de 356 mm par quatre tubes de 450 mm,. La silhouette du navire est également profondément modifiée: les deux cheminées courtes et trapues qui existaient sont remplacées par trois cheminées plus petites et plus fines,.
Le Zeffiro a participé à l'une des premières batailles de la guerre italo-turque. Dans l'après-midi du 29 septembre 1911, il participe, avec plusieurs autres torpilleurs, à un affrontement avec deux torpilleurs turcs, le Tokat et le Antalya, qui ont quitté le port de Préveza. Le Zeffiro, ainsi que les destroyers Alpino et Carabiniere et le torpilleur Spiga, encerclent leAntalya, qui, gravement endommagé, s'échoue et est capturé, avant d'être achevé par le Alpino (le Tokat est ensuite coulé par d'autres navires italiens ainsi qu'une canonnière),,,.

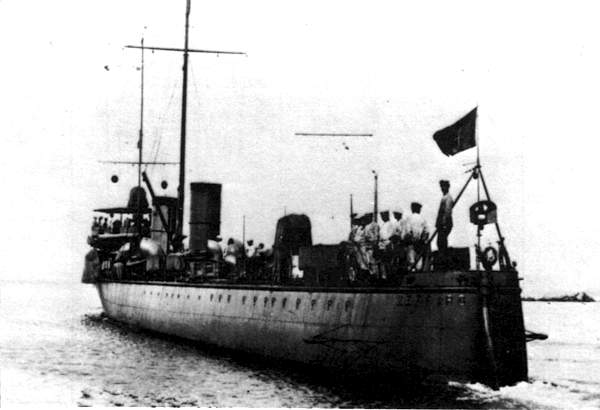
Le Zeffiro dans sa configuration originale à deux cheminées

En 1914-1918, à la suite de nouvelles modifications, le Zeffiro est doté de l'équipement nécessaire pour poser 10-16 mines,.
Lors de l'entrée du royaume d'Italie dans la Première Guerre mondiale, le Zeffiro faisait partie de la IVe escadrille de destroyers, basée à Brindisi, qui comprenait les destroyers Ascaro, Alpino, Carabiniere, Pontiere et Fuciliere. Le capitaine de corvette Arturo Ciano commandait le navire.
Deux heures après la déclaration de guerre, à deux heures du soir le 24 mai 1915, le Zeffiro s'engagea dans le chenal navigable menant à Porto Buso, une localité de la lagune de Grado où se trouvaient une caserne austro-hongroise et un petit port,,. Arrivé à environ 500 mètres de la caserne, vers 3 heures du matin, le destroyer lance une torpille contre la jetée, l'endommageant, détruit les canots à moteur et les bateaux qui y sont amarrés, et canonne la caserne et la tour de guet, les endommageant et les incendiant. Parmi la garnison, 11 hommes ont été tués dans la canonnade ou se sont noyés en tentant de s'échapper, 23 - dont 6 seulement, cependant, étaient effectivement à Porto Buso au moment de l'attaque - ont atteint leurs lignes, 48, dont le commandant, le lieutenant Mareth, se sont rendus et ont été embarqués à bord du Zeffiro, qui les a emmenés à Venise, où il est arrivé à 6 heures du matin,,.
Le 30 avril 1916, le navire part pour poser un champ de mines au large de Šibenik, mais se heurte aux navires-hôpitaux Amphitride et Tirol et doit rentrer à la base. Pendant les nuits du 3 au 4 et du 4 au 5 mai, le Zeffiro et le Fuciliere ont pu poser un champ de mines dans les eaux au large de Sibenik.
À l'aube du 12 mai 1916, l'unité - sous le commandement du capitaine de frégate Costanzo Ciano, frère du commandant précédent, et avec le lieutenant de vaisseau et irrédentiste Nazario Sauro à bord comme pilote -, avec le soutien des destroyers Alpino et Fuciliere et des torpilleurs côtiers 40 PN et 46 OS, pénètre dans le port de Poreč. Un groupe de marins du Zeffiro (entre-temps également rejoint par les autres navires), dont Sauro lui-même, capturent un gendarme et se voient indiquer l'emplacement d'un hangar à avions, contre lequel à 4h50 commence une canonnade qui dure environ vingt minutes,. Tandis que le hangar est endommagé par quelques obus de 76 mm des navires italiens, ceux-ci sont à leur tour visés par les tirs des batteries côtières puis par 10 hydravions (qui entrent en collision avec deux avions italiens et un français) ; toutes les unités parviennent cependant à rentrer à la base, se plaignant de quelques dégâts, de quatre morts et de quelques blessés.

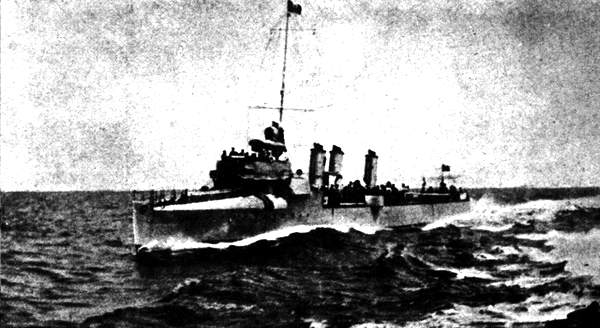
Le Zeffiro en mer

Le 18 juillet de la même année, le Zeffiro remorque - jusqu'à une vingtaine de milles nautiques (37 km) de l'île de Mljet - et soutient, avec les torpilleurs Climene et Procione, trois hydravions ("L 141", "L 156", "L 157") qui effectuent un raid infructueux dans le canal de Velebit (entre Pag et la côte dalmate), qui se termine sans résultats et avec la perte de deux avions.
Le 24 septembre 1917, le Zeffiro, le Pontiere et Carabiniere partirent de Venise pour intervenir dans un affrontement entre les torpilleurs côtiers 9 PN, 10 PN, 11 PN et 12 PNet quatre destroyers austro-hongrois, mais le combat se termina, à la suite de l'intervention des avions italiens, avant l'arrivée des navires partis de Venise.
Au début de l'après-guerre, entre 1919 et 1921, le navire subit de nouvelles modifications de la superstructure et de l'appareil moteur : une chaudière et par conséquent l'une des trois cheminées sont supprimées, tandis que la superstructure du pont est surbaissé,. À la suite de ces modifications, la puissance de l'appareil moteur a été réduite à 3 400 CV, et la vitesse à 25 nœuds. Une pièce de 76 mm a également été débarquée, remplacée par un canon anti-aérien Colt-Browning 1895de 6,5/80 mm.
Rétrogradé en torpilleur en juillet 1921, le Zeffiro est désarmé en mars 1924, et envoyé à la casse.

## Source
- (it) Cet article est partiellement ou en totalité issu de l’article de Wikipédia en italien intitulé « Zeffiro (cacciatorpediniere 1905) » (voir la liste des auteurs).